# Новгородско-Софийский свод
Новгородско-Софийский свод (HСС, свод 1448 года) — реконструируемая русская летопись, протограф Новгородской четвёртой и Софийской первой летописей XV века, а также через посредство последних, источник последующего общерусского летописания.

## Текстология
Летопись была реконструирована филологом А. А. Шахматовым. Шахматов обратил внимание, что текст Софийской первой летописи вплоть до 1418 года (окончания старшей редакции) совпадает с текстом Новгородской четвёртой летописи. Основываясь на одном из известий, Шахматов определил общий протограф этих летописей как «свод 1448 года» (Новгородско-Софийский свод). Этот свод, по Шахматову, был создан в Новгороде в 1430-е или 1440-е годы. По мнению учёного, он был результатом объединения двух источников — Новгородской летописи 1420-х годов («Софийского временника») и общерусского «Владимирского полихрона» 1421 года. 
М. Д. Присёлков в целом принял текстологическую схему Шахматова. Однако он считал, что общий протограф Софийской первой и Новгородской четвёртой летописей был не новгородским, а общерусским (митрополичьим) сводом.
По мнению Я. С. Лурье, общий текст Софийской первой, Новгородской четвёртой и близкой к ней Новгородской Карамзинской (первой половины XV века) летописей продолжается до 1418 или, судя по Новгородской Карамзинской летописи, до 1425 года. Лурье отверг предположение о наличии у Новгородско-Софийского свода особого общерусского источника — «Владимирского полихрона» 1418—1421 годов. Полное сопоставление Софийской первой и Новгородской четвёртой летописей показывает, что первая из них лучше, без существенных добавлений, сохранила текст их общего протографа. В Новгородской четвёртой летописи текст был сокращён и значительно пополнен новгородскими известиями. На этом основании Лурье предположил, что общий протограф этих двух летописей не опирался на общерусский Полихрон, а сам являлся общерусским (митрополичьим) сводом, соединившим в себе общерусское (близкое к Троицкой летописи), новгородское, суздальско-ростовское (отчасти схожее с Московско-Академической летописью), южнорусское (отчасти схожее с Ипатьевской летописью), псковское и тверское летописание.
Новгородская Карамзинская летопись рассматривалась Шахматовым либо в качестве первоначальной редакции Новгородской четвёртой летописи, либо как отражение Новгордско-Софийского свода. Лурье считал первое более вероятным.
В реконструкции А. А. Гиппиуса в качестве одного из основных источников Новгородско-Софийского свода рассматривается Новгородская владычная летопись, реконструируемая летопись, писавшаяся в XII—XIV веках при Новгородской владычной (архиепископской) кафедре и послужившая также источником Новгородской первой летописи.
А. Г. Бобров датирует Новгородско-Софийский свод 1418 годом и относит его к деятельности митрополита Киевского Фотия.

## Содержание
В Софийской первой летописи читается ряд крупных летописных повестей и отдельных памятников, которые в Новгородской четвёртой летописи сокращены, переданы в другой редакции или вовсе не сохранились. К их числу относятся повести о убиении Андрея Боголюбского в 1175 году, о битве на Калке 1224 года и нашествии Батыя 1237—1238 годов, основанные на Лаврентьевской, Новгородской первой и Ипатьевской летописях, агиографические повести о житии Александра Невского, Довмонте, Сказание о убиении в Орде князя Михаила Черниговского, Житие Михаила Ярославича Тверского, Повесть о взятии Царьграда фрягами в 1204 году, Послание новгородского владыки Василия о земном рае под 1347 годом, текст Русской Правды Пространной редакции и др. В Софийской первой летописи имеются подробные Повести о Куликовской битве, нашествии Тохтамыша и Слово о житии и о преставлении великого князя Дмитрия Ивановича, царя Руского, сохранившиеся также в Новгородской четвёртой летописи. Эти повести восходят к Новгородско-Софийскому своду.
В числе общерусских известий Новгородской четвёртой и Софийской первой летописей, особенно за конец XIV — начало XV века, имеется ряд таких, которые отсутствуют других известных источниках, в частности, рассказ 1406 года о Юрии Смоленском и Иулиании Вяземской, известие о нашествии Едигея в 1408 году, не совпадающее с известиями других летописей.
Новгородско-Софийский свод был составлен в период ослабления великих московских князей в результате войны 1430—1440-х годов. По оценке Лурье, его составитель занимал сравнительно нейтральную позицию в междукняжеских спорах, которые он осуждал и призывал к объединению и борьбе с «погаными». Составитель летописи считал законным право Новгорода изгонять и приглашать князей.